# Max Lüdin
Max Lüdin (* 13. Juli 1883 in Basel; † 6. Juli 1960 ebenda) war ein Schweizer Rechtsmediziner.

## Leben

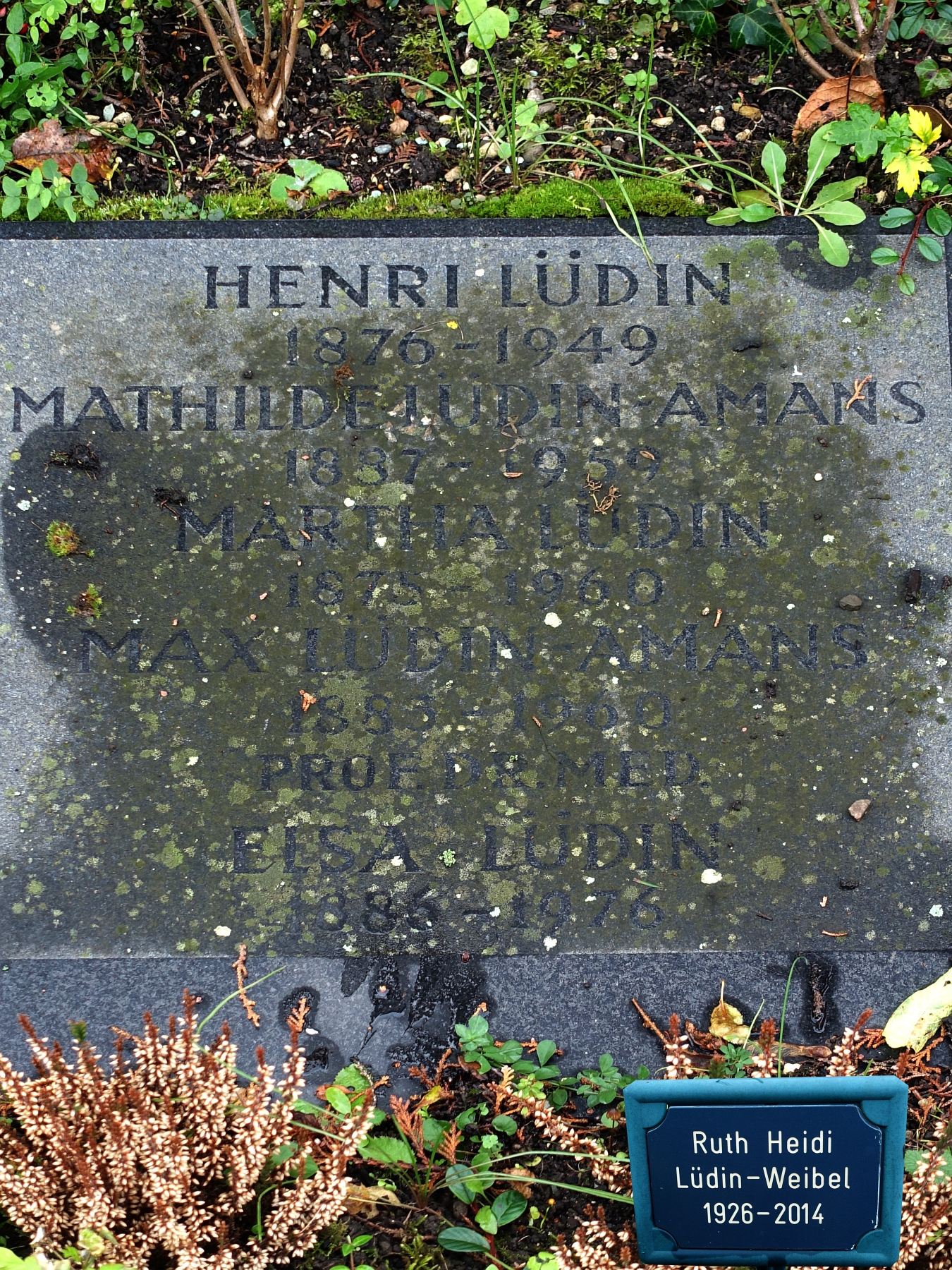
Familiengrab. Wolfgottesacker, Basel.

Max Lüdin präsidierte von 1932 bis 1934 die Schweizerische Gesellschaft für Radiologie.
Lüdin leitete auch die Röntgendiagnostik und das Institut für physikalische Therapie der Universität Basel. Seine Venia legendi wurde zudem von der Kuratel auf „physikalische Therapie und allgemeine Röntgendiagnostik“ erweitert. Er begründete damit die akademische Ausrichtung der Röntgendiagnostik in Basel. Schon früh gab er wöchentlich einstündige Kurse in dieser neuen Technik, die zunächst aber für Studierende nicht obligatorisch waren. Auf Antrag von Dekan Wieland wurde Lüdin durch den damaligen Regierungsrat zum Extraordinarius berufen und erhielt einen Lehrauftrag für physikalische Therapie und allgemeine Radiologie. Lüdin blieb bis 1954 im Amt. Max Lüdin fand seine letzte Ruhestätte auf dem Wolfgottesacker in Basel. 

## Schriften
- Primitive maligne Geschwülste der Nasen- und Rachengegend: Beitrag zur Frage des Meristom. In: Practica oto-rhino-laryngologica. Vol. 9, Nr. 3, Karger Verlag, Basel 1947, S. 148–174 (Hochschulschrift Universität Basel, Med. F. Dissertation, 1946) doi:10.1159/000273441.
- Lütgertsches epibronchiales Oesophaugusdivertikel. Bemerkung zu der Mitteilung «Beitrag zur Entstehung von Oesophaugusdivertikeln» von Albert Alder. In: Schweizerische medizinische Wochenschrift (heute Swiss Medical Weekly). Schwabe Verlag, Basel 1945, Jahrgang 75, Nr. 6.
- Innere Krankheiten und Röntgentherapie. In: Schweizerische medizinische Wochenschrift. Schwabe, Basel 1944, Jahrgang 74, Nr. 25.
- Röntgenstrahlenkrebs geheilt durch Nahbestrahlung. In: Schweizerische medizinische Wochenschrift. Schwabe, Basel 1943. Jahrgang 73, 1943, Nr. 36.
- Wann ist die Röntgentherapie des Krebses indiziert und was ist von ihr zu erwarten? In: Schweizerische medizinische Wochenschrift. Schwabe, Basel 1942, Jahrgang 72, Nr. 45.
- Über Milkmannsche Krankheit. In: Schweizerische Medizinische Wochenschrift. Schwabe. Jahrgang 71, Basel 1941, Nr. 43, S. 243–246.
- Zur Differentialdiagnose seltener Skeletterkrankungen: Aus dem Röntgeninstitut der Universität Basel. Schwabe, Basel 1939. In: Helvetica medica Acta. Band 6, Heft 3.
- Das Röntgenbild des Dünndarmes bei der einheimischen Sprue. In: Gastroenterologia. Basel 1939, 64. S. 191–197. doi:10.1159/000197787